# 神奈川歯科大学附属横浜研修センター・横浜クリニック
神奈川歯科大学附属横浜研修センター・横浜クリニック（かながわしかだいがくふぞくよこはまけんしゅうセンター・よこはまクリニック）は、神奈川県横浜市神奈川区にある医療機関。神奈川歯科大学附属の診療所であり、歯科・医科双方の診療が受けられる。

## 沿革
- 2002年（平成14年）7月 開院

## 診療科
- 歯科
  - 成人歯科
  - 歯科口腔外科
  - 小児歯科
  - 矯正歯科
  - 障がい者歯科
  - インプラント科
  - 麻酔科・歯科麻酔科
- 医科
  - 内科
  - 消化器内科
  - 糖尿病代謝内科
  - 循環器内科
  - 耳鼻咽喉科
  - 眼科
  - 禁煙外来
  - 認知症・高齢者総合内科外来
  - 睡眠呼吸障害外来

## 交通
- 横浜駅きた西口より徒歩約5分
- 首都高速神奈川2号三ツ沢線・横浜駅西口出入口より2分